# Aambos

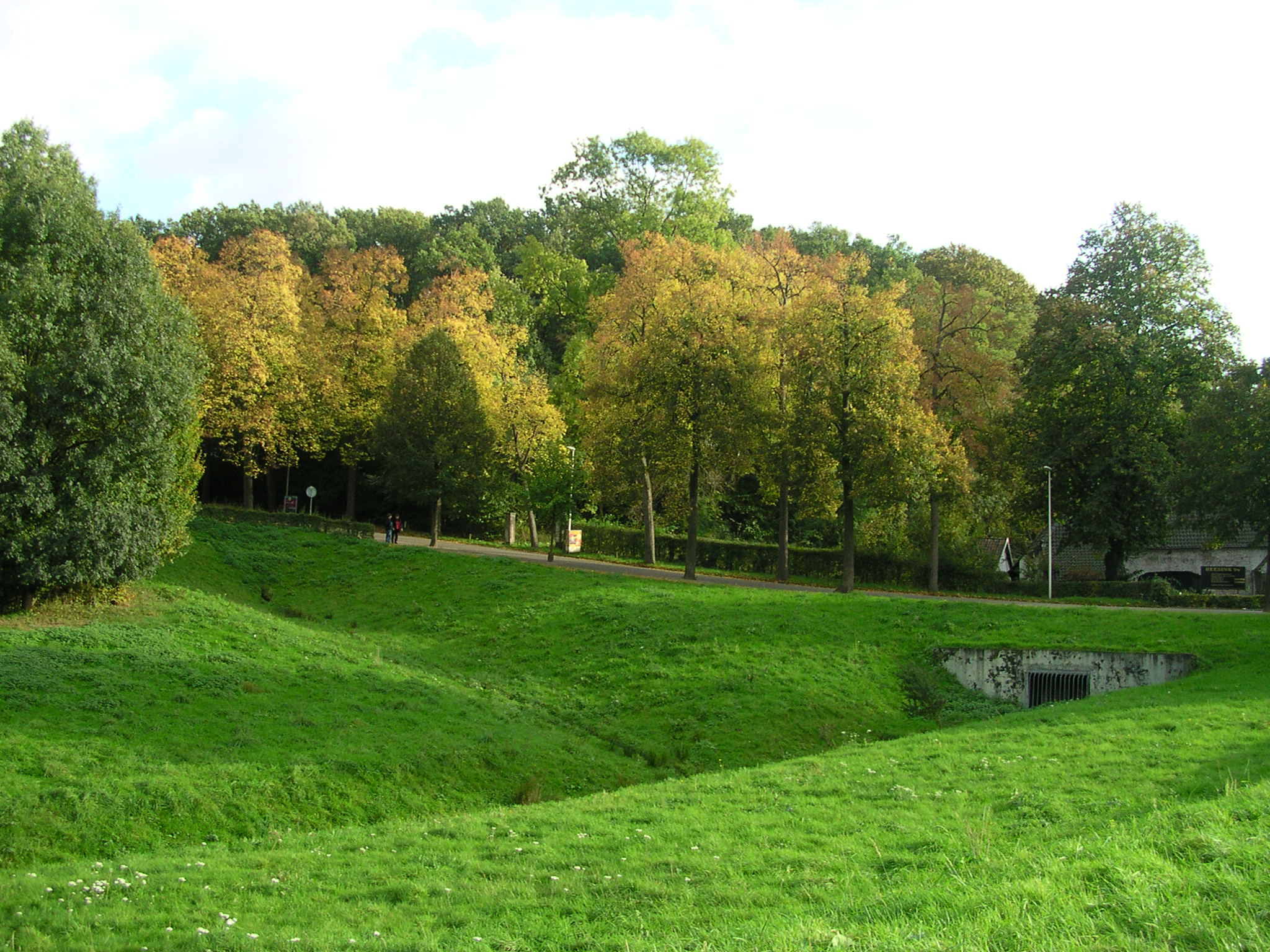

Het Aambos is een oud hellingbos in het centrum van Heerlen. Tegenwoordig is het ingericht als wandelpark met een dierenverblijf en hertenkamp. Het parkgebied is een groengebied van 45 hectare langs de bovenloop van de Caumerbeek. Het gebied bestaat uit een beekdal en helling die grotendeels begroeid zijn met oude hellingsbossen en is gelegen aan de voet van de Molenberg. Het bos wordt omringd door onder andere de Oliemolen, de piramide van Scouting Kapelaan Berix, Huize De Berg en het Monseigneur Laurentius Schrijnenhuis. De hoofdingang ligt op de kruising van de Putgraaf en de Groene Boord.

## Renovatie
Eind jaren 80, begin jaren 90 verloederde het Aambos door drugsoverlast uit de binnenstad. Voor normale wandelaars werd het bos onprettig en onveilig. Eind jaren 90 ontstonden er plannen om het bos te renoveren. Het landschapsarchitectuurbureau Kragten werd ingeschakeld om de omvorming te begeleiden. Volgens het eerste plan zouden er veel bomen gekapt worden en zou er een loopbrug geplaatst worden boven het hertenkamp. Er kwamen protesten dat het bos geen bos bleef, maar een park werd. Onder begeleiding van een ecoloog zijn in januari 2002 de werkzaamheden in het bos gestart. Uitgangspunt was dat het bos vooral bos moest blijven. Door het rooien van bomen is het bos veel opener geworden. Dit is beter voor de natuur en voor het veiligheidsgevoel van de wandelaar. Er is een nieuwe entree gerealiseerd, paden zijn opgeknapt en verlegd. Ook is er een aantal parkeerplaatsen aangelegd, zodat ook mensen met een handicap het bos in kunnen.

## Wielrennen
De helling wordt ook wel Molenberg genoemd, naar de gelijknamige Heerlense wijk.